# Sânnicoară, Bistrița-Năsăud
Sânnicoară este un sat în comuna Chiochiș din județul Bistrița-Năsăud, Transilvania, România.

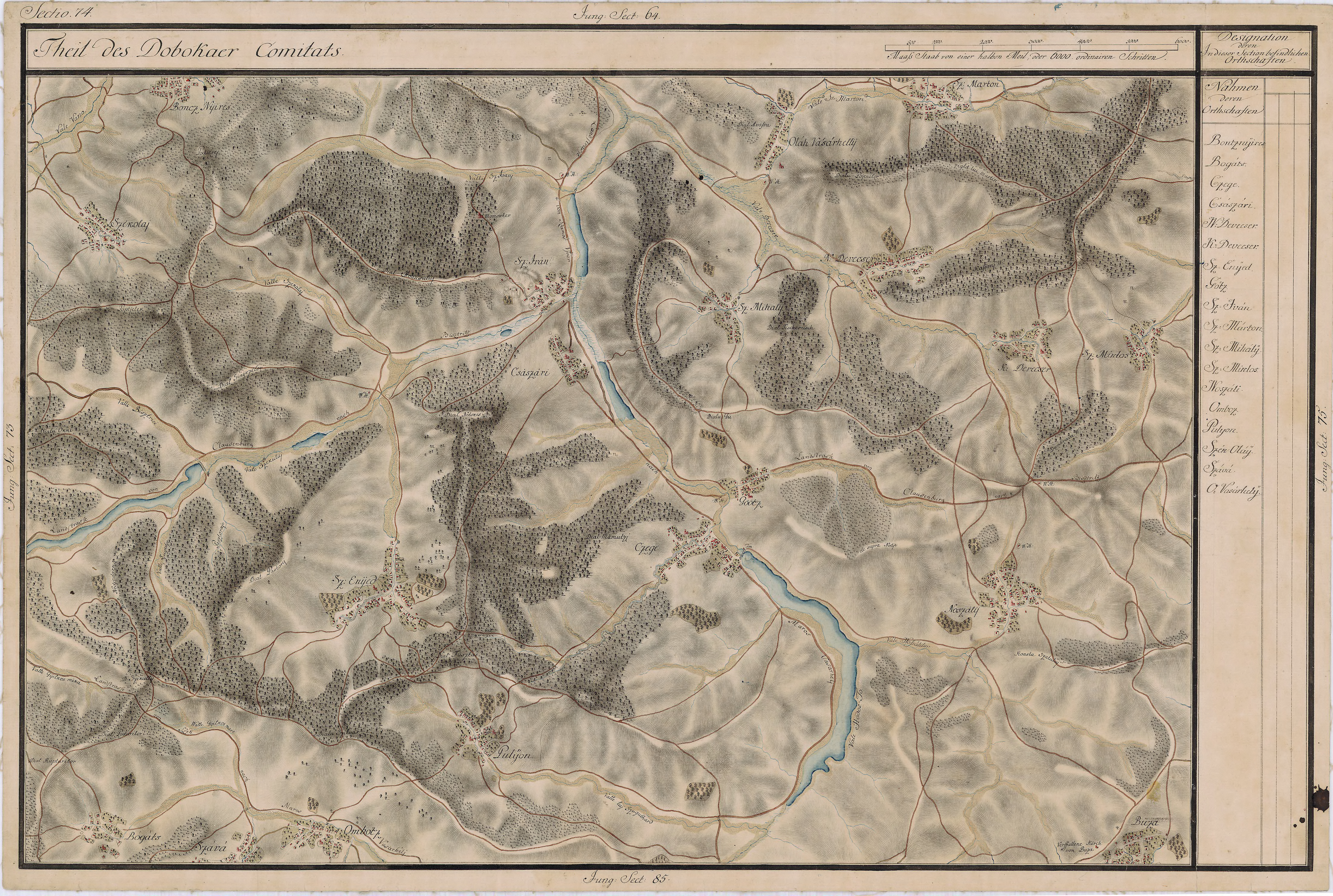
Sânnicoară în Harta Iosefină a Transilvaniei, 1769-73